# عقد 1880
| 1880 \| 1881 \| 1882 \| 1883 \| 1884 \| 1885 \| 1886 \| 1887 \| 1888 \| 1889 |

عقد 1880 بدأ في 1 يناير 1880 وانتهى في 31 ديسمبر 1889. وقع العقد في الفترة الأساسية من الثورة الصناعية الثانية. شهدت معظم الدول الغربية طفرة اقتصادية كبيرة، وذلك بسبب الإنتاج الضخم للسكك الحديدية وغيرها من وسائل النقل الأكثر راحة. كما كما احتلت المدن الحديثة وكذلك ناطحات السحاب مكانة بارزة في هذا العقد أيضا، مما أسهم في تحقيق الازدهار الاقتصادي في ذلك الوقت. كان العقد أيضا جزءا من العصر المذهب، الذي استمر من عام 1874 إلى 1907.

## مواليد
- عبد الله بن قاسم آل ثاني، الحاكم الثالث لقطر

## ثقافة شعبية

### الأدب والفنون
- فيودور دوستويفسكي كتب الإخوة كارامازوف.
- إدوارد بيلامي نشر النظر إلى الماضي.
- روبرت لويس ستيفنسون نشر جزيرة الكنز.
- آرثر كونان دويل نشر أولى شرلوك هولمز قصص.
- الموسيقى الأمريكية الأفريقية وموسيقى الراجتايم ترتفع شعبيتها في الجزء الأخير من العقد.
- غي دو موباسان كتب العقد.